# THT Polička
THT Polička, s.r.o., do  31. července 2014 Továrna hasicí techniky, s.r.o., (zkráceně THT, s.r.o.) je česká firma zabývající se výrobou a dodávkou hasičských vozidel. Věnuje se produkci modifikací cisternových automobilových stříkaček. Spolupracuje například s automobilkou Tatra z Kopřivnice, od níž získá podvozek a na něm zbuduje nástavbu vlastní produkce. Dalšími dodavateli šasi jsou Scania, MAN, Renault či Avia. Produkci firem pak využívají nejen zákazníci v České republice, ale rovněž v zahraničí.

## Historie
Na konci 19. století produkovala ve Vysokém Mýtě firma Stratílek požární stříkačky a hasičské příslušenství. Po společenských změnách v Československu v únoru 1948 se podnik přejmenoval na Továrnu hasicích zařízení (THZ), který se roku 1962 sloučil s vysokomýtskou Karosou. Roku 1985 se výroba hasičského segmentu přesunula do Poličky. Na výrobu navázala společnost THT, která vznikla v roce 1992. K roku 2018 firma zaměstnávala na 250 zaměstnanců.
Po zkušenostech s výbuchy v muničním skladu ve Vrběticích (2014) vyrobila v roce 2018 firma THT pro hasiče dva speciální cisternové vozy, které odolají detonacím.

## Sport
Společnost se angažuje rovněž ve sportu pořádáním turnaje v malé kopané o „Putovní pohár ředitele společnosti THT Polička“.